# 스톨렌 라이프 (드라마)
《스톨렌 라이프》(영어: Stolen Life)는 2023년 방영된 필리핀의 텔레비전 드라마이다.